# Солошенко Микола Павлович
Солошенко Микола Павлович, член Партії регіонів (з 10.2007); ВР України, член фракції Партії регіонів (з 12.2012), член Комітету у закордонних справах (з 12.2012); головний радник з розвитку виробництва та нових технологій ТОВ "Металургійний завод «Дніпросталь»; почесний голова правління ВАТ «Новомосковський трубний завод».

## Життєпис
Народився 14 жовтня 1950 (м.Стаханов, Луганська область); українець.
Освіта: Комунарський гірничо-металургійний інститут, інженер-металург.
Народний депутат України 7-го скликання з 12.2012, виборчій округ № 38, Дніпропетровська область, від Партії регіонів. За 37,04 %, 10 суперників. На час виборів: народний депутат України, член Партії регіонів.
Народний депутат України 6-го скликання 11.2007-12.2012 від Партії регіонів, № 112 в списку. На час виборів: головний радник з розвитку виробництва та нових технологій ТОВ "Металургійний завод «Дніпросталь», безпартійний. Член фракції Партії регіонів (з 11.2007). Член Комітету з питань промислової і регуляторної політики та підприємництва (з 12.2007).
03.2006 кандидат в народні депутати України від Блоку «Наша Україна», № 122 в списку. На час виборів: народний депутат України, безпартійний.
Народний депутат України 4-го скликання 04.2002-04.2006, виборчій округ № 38, Дніпропетровська область, самовисування. За 34.77 %, 9 суперників. На час виборів: голова правління ВАТ «Новомосковський трубний завод», безпартійний. Член фракції «Єдина Україна» (05.-07.2002), член групи «Народний вибір» (07.2002-05.2004), уповноважений представник групи «Союз» (05.2004-05.2005), член фракції Блоку Юлії Тимошенко (05.-09.2005), позафракційний (09.-10.2005), член групи «Довіра народу» (10.-12.2005), член групи «Відродження» (з 12.2005). Член Комітету з питань економічної політики, управління народним господарством, власності та інвестицій (з 06.2002).
- 1972—1991 — виробничий майстер, помічник начальника, заступник начальника, в.о. начальника, начальник трубоелектрозварювального цеху, Луганського трубного заводу ім. Якубовського.
- 1991—1994 — головний інженер, орендне підприємство «Луганський трубний завод».
- 1994—1999 — головний інженер ВАТ «Луганський трубний завод».
- 1999-04.2002 — заступник голови правління, голова правління ВАТ «Новомосковський трубний завод».

Голова ради директорів об'єднання «Укртрубопром» (з 2001).
Почесна грамота Кабінету Міністрів України (01.2002). Заслужений металург України (07.2002). Орден «За заслуги» II ступеня (08.2011). Заслужений металург Болгарії.
Співавтор праці «Розв'язання екологічних та економічних проблем підприємств хіміко-металургійного комплексу України шляхом реалізації концепції індустріального симбіозу».

## Ресурси інтернет
- Довідник «Хто є хто в Україні», видавництво «К. І.С» [Архівовано 4 липня 2020 у Wayback Machine.]